# Matrimonio igualitario en Hungría
El matrimonio igualitario en Hungría está prohibido por la constitución, pero si ofrece uniones civiles (húngaro: bejegyzett élettársi kapcsolat) desde el 1 de julio de 2009, con casi todos los beneficios del matrimonio. Las uniones de hecho (élettársi kapcsolat) están reconocidas desde 1996.

## Uniones de hecho
La ley se aplica a las parejas que viven juntas en una relación económica y romántica, incluyendo a las parejas del mismo y diferente sexo. No se requiere un registro oficial. Da algunos derechos específicos y beneficios a dos personas que viven juntas, estos derechos incluyen visitas hospitalarias y el acceso a información médica, el derecho a tomar una decisión sobre el funeral del cónyuge fallecido, pensión por viudedad, y derechos de inmigración, entre otros. Algunos de estos beneficios requieren una declaración oficial del departamento social del gobierno local que demuestre que los socios están de hecho conviviendo juntos.

## Unión civil
La Alianza de los Demócratas Libres y el Partido Socialista Húngaro (MSZP), presentaron un proyecto de ley al Parlamento que introducía las uniones civiles para todas las parejas, tanto del mismo sexo y como del sexo opuesto. El Parlamento aprobó el proyecto el 17 de diciembre de 2007. Proporcionaba todos los derechos de las parejas casadas, excepto la adopción y el derecho a un apellido común.
Hubiera entrado en vigor el 1 de enero de 2009, pero el 15 de diciembre de 2008, el Tribunal Constitucional de Hungría declaró inconstitucional en razón de que duplicaba la institución del matrimonio para las parejas del sexo opuesto. El Tribunal consideró que una ley de unión civil que sólo se aplicara a parejas del mismo sexo sería constitucional y, de hecho, que opinó que el poder legislativo tiene el deber de introducir una ley. El primer ministro Ferenc Gyurcsány, instruyó al Ministro de Justicia para redactar un nuevo proyecto de ley, que se ajustara a la decisión de la Corte.
El 23 de diciembre de 2008, el Gobierno húngaro anunció que iba a introducir un nuevo proyecto de ley de unión civil, de acuerdo con la decisión de la Corte Constitucional. La legislación ofrecería a parejas del mismo sexo todos los derechos ofrecidos por la ley anterior, y se presentó al Parlamento a principios de febrero de 2009.
El 12 de febrero de 2009, el Gobierno húngaro había aprobado un nuevo proyecto de ley de uniones civiles que sólo se aplicaba a las parejas del mismo sexo, con todos los derechos del matrimonio salvo la adopción, la posibilidad de tener el mismo apellido, y a participar en la inseminación artificial.
El proyecto de ley fue aprobado por el Parlamento el 20 de abril de 2009. 199 parlamentarios (el Partido Socialista Húngaro y la Alianza de los Demócratas Libres) votaron a favor del proyecto de ley, 159 diputados (FIDESZ y el Partido Popular Demócrata Cristiano) votaron en contra, y 8 se abstuvieron. La ley entró en vigor el 1 de julio de 2009, y están abiertas sólo a parejas del mismo sexo.
| A favor | En contra | Abstenciones |                                     |
| 183     | 0         | 0            | Partido Socialista Húngaro          |
| 16      | 0         | 0            | Alianza de los Demócratas Libres    |
| 0       | 131       | 0            | FIDESZ                              |
| 0       | 22        | 0            | Partido Popular Demócrata Cristiano |
| 0       | 6         | 8            | Independientes                      |
| 199     | 159       | 8            | Total                               |

El 23 de marzo de 2010, el Tribunal Constitucional falló que la ley es constitucional.

## Matrimonio igualitario
En otoño de 2007, la Alianza de los Demócratas Libres, que forma parte de la coalición gobernante desde las elecciones de 2002, presentó un proyecto de ley a la comisión de Derechos Humanos del Parlamento. Esto habría permitido el matrimonio entre personas del mismo sexo, mediante la definición de matrimonio como la unión entre dos personas mayores de 18 años. El 6 de noviembre de 2007, el comité rechazó el proyecto de ley sin debate. Los opositores del proyecto de ley apuntaban a la Corte Constitucional que había fallado unos meses antes en la definición de matrimonio como la unión entre un hombre y una mujer.
El 1 de enero de 2012, entró en vigor una nueva constitución promulgada por el gobierno de Viktor Orbán, líder del partido gobernante FIDESZ, restringiendo el matrimonio a las parejas del sexo opuesto y sin contener garantías de protección contra la discriminación por razón de orientación sexual.

## Opinión pública
Varias encuestas de opinión se han llevado a cabo para medir las actitudes de los húngaros sobre el tema. La encuesta del Eurobarómetro publicada en diciembre de 2006 encontró que el 18% estaba de acuerdo con que el matrimonio entre personas del mismo sexo se debería permitir en toda Europa. Una encuesta realizada en julio de 2007 mostró que el 30% consideraba que era aceptable para las parejas del mismo sexo casarse. Otra encuesta publicada en diciembre de 2007 mostró un 35% a favor de permitir que las parejas del mismo sexo se casaran. Otra encuesta realizada en septiembre de 2009 encontró que una mayoría del 58% apoya unión civil para las parejas del mismo sexo, de reciente introducción.